# Sumodikaran
Sumodikaran is een bestuurslaag in het regentschap Bojonegoro van de provincie Oost-Java, Indonesië. Sumodikaran telt 2768 inwoners (volkstelling 2010).